# Oscaecilia bassleri
Oscaecilia bassleri es una especie de anfibio gimnofión de la familia Caeciliidae. Es endémica de la vertiente amazónica de los Andes, donde se encuentra en altitudes entre los 100 y los 800 m s. n. m. Habita en las provincias de Napo y Pastaza (Ecuador), y en los departamentos de Amazonas y Madre de Dios (Perú). Tal vez habite también en Bolivia y en Colombia. Es una especie fosorial.